# 北海道道596号中士幌停車場線

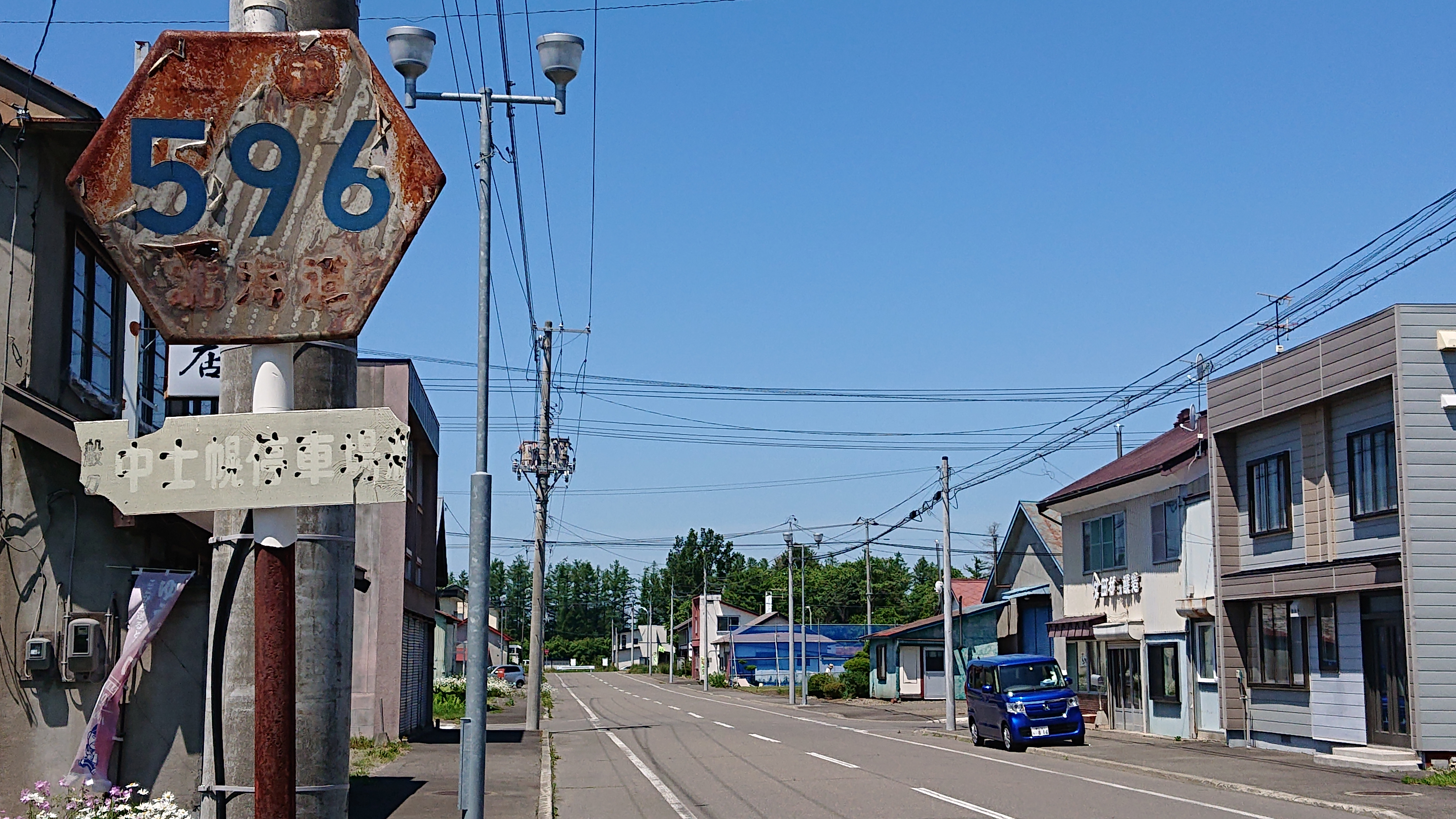
北海道道596号中士幌停車場線（士幌町中士幌）

北海道道596号中士幌停車場線（ほっかいどうどう596ごう なかしほろていしゃじょうせん）は、北海道河東郡士幌町内を結ぶ一般道道である。

## 概要

### 路線データ
- 起点：北海道河東郡士幌町字中士幌（旧国鉄 士幌線 中士幌駅跡）
- 終点：北海道河東郡士幌町字中士幌（国道241号交点）
- 総延長：0.251 km
- 実延長：0.242 km
- 重用延長：0.009 km

### 道路管理者
- 十勝総合振興局 帯広建設管理部 事業課

## 歴史
- 1967年（昭和42年）3月31日 - 路線認定[1]。
- 1987年（昭和62年）3月23日 - 士幌線の廃線に伴い、中士幌駅は廃駅となる。

## 地理

### 通過する自治体
- 十勝総合振興局
  - 河東郡士幌町

### 交差する道路
士幌町
- 国道241号 - 字中士幌（終点）